# Hans Röttiger

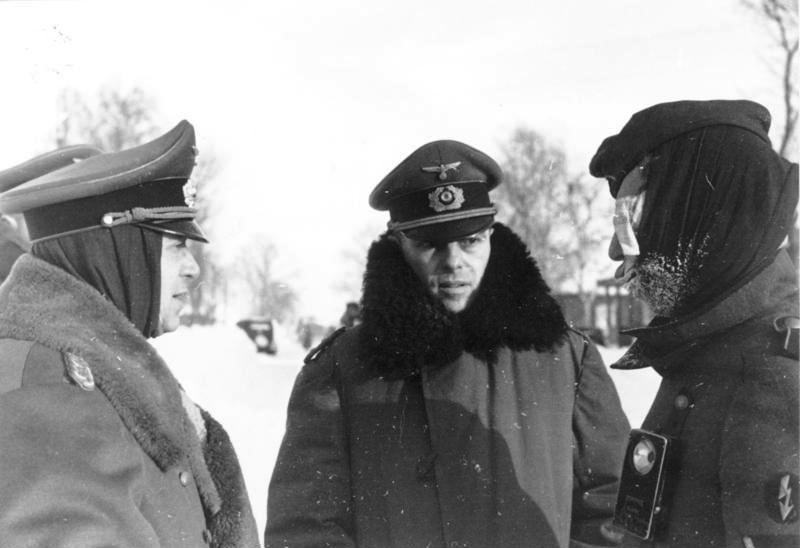
Hans Röttiger (Mitte)

Hans Röttiger (* 16. April 1896 in Hamburg; † 15. April 1960 in Bonn) war ein Generalleutnant des Heeres der Bundeswehr und erster Inspekteur des Heeres.

## Militärische Laufbahn
Hans Röttiger war Sohn des Hamburger Pädagogen Wilhelm Röttiger. 1914 trat Röttiger in den Dienst der Artillerie-Truppe der Preußischen Armee und diente ab 1915 als Leutnant im Lauenburgischen Fußartillerie-Regiment Nr. 20. Für sein Wirken erhielt er beide Klassen des Eisernen Kreuzes sowie das Hamburger Hanseatenkreuz.
Nach dem Ersten Weltkrieg wurde er in die Reichswehr übernommen und ab 1925 als Oberleutnant in verschiedenen Verwendungen, darunter als Batterieoffizier, Abteilungsadjutant und Batteriechef eingesetzt. Nachdem Röttiger die getarnte Generalstabsausbildung, wegen der Bestimmungen des Versailler Vertrages Führergehilfenausbildung genannt, absolviert hatte, wurde er ab 1931 als Hauptmann Kompaniechef in der Kraftfahrtruppe. Anschließend folgte die Verwendung im Generalstab des Heeres.
Zum Beginn des Zweiten Weltkrieges war Röttiger Oberstleutnant und diente als Erster Generalstabsoffizier (Ia) des VI. Armeekorps. Im Zuge des Westfeldzuges wurde er 1940 zum neuaufgestellten XXXXI. Armeekorps versetzt und diente dort als Chef des Stabes. In dieser Verwendung wurde er im Januar 1941 zum Oberst befördert. Während des Russlandfeldzuges wurde Röttiger im Januar 1942 zum Chef des Generalstabes der 4. Panzerarmee ernannt und am 26. Januar 1942 mit dem Deutschen Kreuz in Gold ausgezeichnet.
Wenig später erfolgte seine Beförderung zum Generalmajor. Ab April 1942 übte er die gleiche Funktion bei der 4. Armee aus. Anschließend diente er ab Juli 1943 als Chef des Generalstabes der Heeresgruppe A in Russland unter Generalfeldmarschall Ewald von Kleist und ab Juni 1944 in gleicher Funktion bei der Heeresgruppe C in Italien unter Generalfeldmarschall Albert Kesselring. Am 30. Januar 1945 wurde er zum General der Panzertruppe befördert. Röttiger war maßgeblich am Gelingen der Operation Sunrise, der Teilkapitulation der Heeresgruppe Italien am 29. April, beteiligt – mehrfach musste er, zusammen mit Karl Wolff, seinen Vorgesetzten, Generaloberst von Vietinghoff, davon abhalten aufgrund von Bedenken gegenüber Kesselring und dem Eidbruch einen Rückzieher zu machen. Bei Ende des Krieges geriet Röttiger bis 1948 in britische und US-amerikanische Kriegsgefangenschaft.

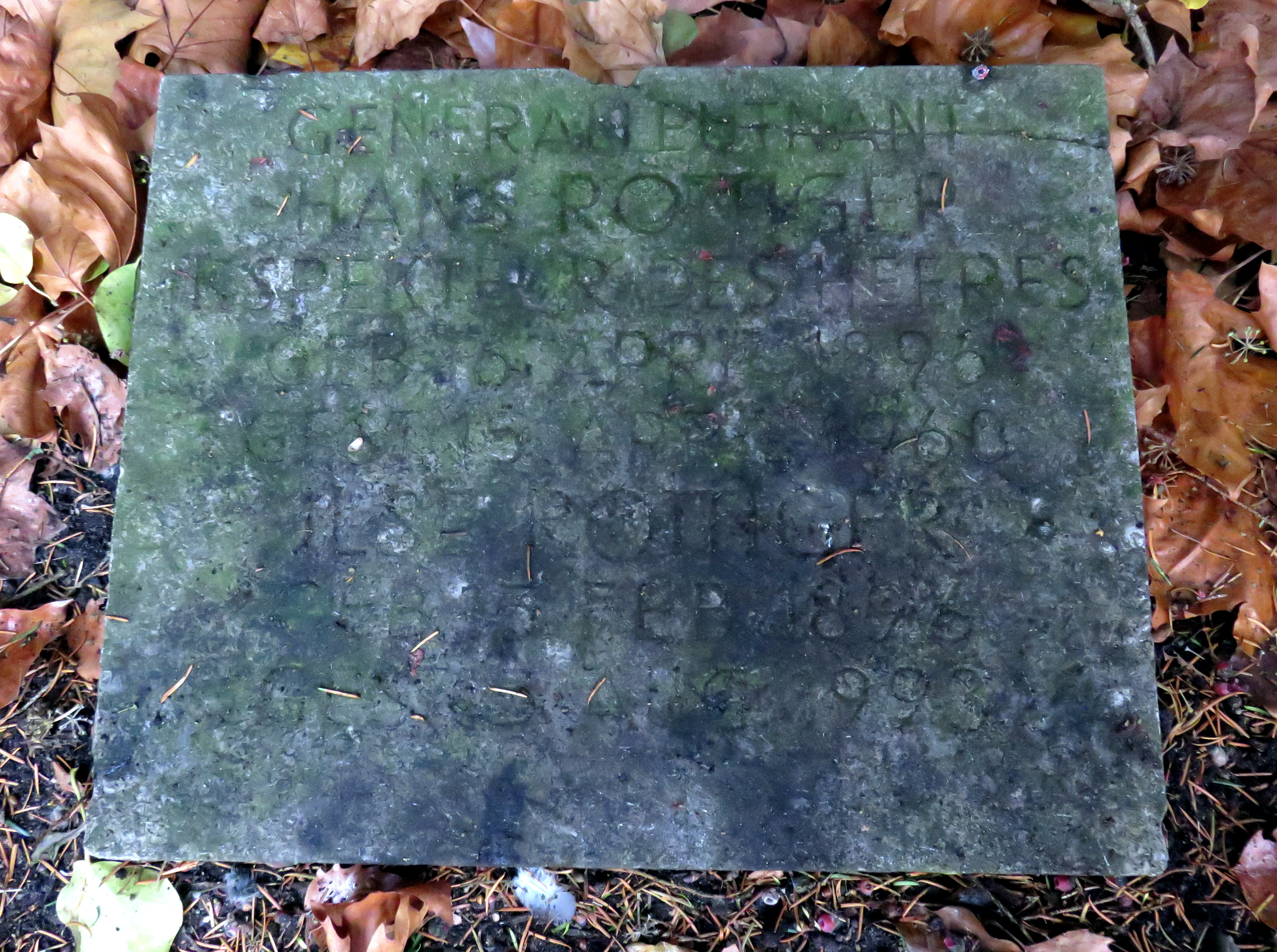
Kissenstein Hans Röttiger auf dem Friedhof Ohlsdorf

1950 war er Teilnehmer an der Tagung zur deutschen Wiederbewaffnung im Kloster Himmerod und arbeitete dort an der Himmeroder Denkschrift mit. Ein Jahr nach Gründung der Bundeswehr wurde Röttiger 1956 als Generalleutnant und Mitglied des militärischen Führungsrates wiedereingestellt. Am 21. September 1957 übernahm er als Erster das Amt des Inspekteurs des Heeres und war so maßgeblich am Aufbau des neuen deutschen Heeres beteiligt. In den letzten Jahren seines Lebens litt er an Krebs; am 15. April 1960 starb Röttiger im Amt. Begraben ist er auf dem Friedhof Ohlsdorf in Hamburg bei Planquadrat N 9 (Grabstätte Winter. Cordesallee.).
Die Röttiger-Kaserne in Hamburg-Neugraben-Fischbek trug seinen Namen.